# Yingli Green Energy
Yingli (chinesisch: 英利), auch bekannt als Yingli Green Energy Holding Company Limited (英利绿色能源控股有限公司,  Yīnglì Lǜsè Néngyuán Kònggǔ Yǒuxiàn Gōngsī) ist ein Photovoltaik-Hersteller mit Sitz in der Provinz Hebei in China. Der 1998 gegründete Konzern ist mit über 16.000 Mitarbeitern eine der größten Solarenergie-Unternehmen der Welt. Firmengründer ist der chinesische Unternehmer Miao Liansheng. Die Europazentrale von Yingli Solar befindet sich seit Ende 2012 in Zürich.
Yingli war das erste chinesische Unternehmen, das mit der FIFA WM 2010 eine Fußball-Weltmeisterschaft sponserte.
In der 1. Fußball-Bundesliga ist der Konzern ebenfalls einer der ersten Sponsoren aus der Volksrepublik China. Im Januar 2011 schloss Yingli einen Vertrag mit dem FC Bayern München, der vorerst eine Partnerschaft bis zur Saison 2013/2014 vorsieht. Das Ziel des Unternehmens ist dabei, in Deutschland bekannter zu werden, da das Unternehmen, trotz seiner Größe, hier bisher kaum wahrgenommen wurde.
Yingli Solar wird für die Insolvenz der SiC Processing GmbH verantwortlich gemacht.